# باشگاه فوتبال زاویشا بیدگوشچ
باشگاه فوتبال زاویشا بیدگوشچ (لهستانی: Zawisza Bydgoszcz، تلفظ لهستانی: [zaˈviʂa bɨˈdɡɔʂt͡ʂ]) یک باشگاه فوتبال در کشور لهستان است.
این باشگاه که در بیدگوشچ قرار دارد در سال ۱۹۴۶ تأسیس شده و سابقه یک قهرمانی در جام حذفی فوتبال لهستان (۱۴–۲۰۱۳) و یک قهرمانی در سوپر جام فوتبال لهستان (۲۰۱۴) در کارنامه دارد.